# Чётдино
Чётдино — деревня в Корткеросском районе республики Коми в составе сельского поселения Мордино.

## География
Расположена на левом берегу реки Локчим примерно в 63 км по прямой на юг-юго-восток от районного центра села Корткерос.

## История
Официальная дата основания 1794 год. В 1859 году отмечалась как Четдинская (Четьдин). 

## Население
Постоянное население  составляло 111 человек (коми 80%) в 2002 году, 88 в 2010 .